# West Coast (Stati Uniti d'America)
West Coast (in italiano Costa Occidentale) è un termine utilizzato per indicare gli Stati degli Stati Uniti che si affacciano sull'Oceano Pacifico, ovvero California, Oregon, Washington e Alaska.
Spesso, anche il Nevada e l'Arizona sono considerati stati della West Coast pur essendo nell'entroterra, a causa dei forti legami economici e culturali con la vicina California, di cui risentono in particolare i maggiori centri urbani di questi stati, come Las Vegas e Reno nel Nevada, o Phoenix e Tucson in Arizona.